# Polar (filme)
Polar (bra Polar) é filme teuto-estadunidense de 2019, dos gêneros ação, suspense e policial, dirigido por Jonas Åkerlund, com roteiro baseado na série de quadrinhos homônima desenhada por Victor Santos.
Estrelado por Mads Mikkelsen, Vanessa Hudgens, Katheryn Winnick e Matt Lucas, o filme foi lançado na Netflix em 25 de janeiro de 2019.

## Elenco
- Mads Mikkelsen como Duncan Vizla
- Johnny Knoxville como Michael Green
- Vanessa Hudgens como Camille
- Katheryn Winnick como Vivian
- Matt Lucas como Mr. Blut
- Robert Maillet como Karl

## Produção
O filme foi anunciado pela primeira vez em outubro de 2014, como uma adaptação live-action de Polar, da Dark Horse Comics, desenvolvida pela Dark Horse Entertainment e pela Constantin Film.
As filmagens começaram em Toronto em 23 de fevereiro de 2018.